# Volvarina agatha
Volvarina agatha is een slakkensoort uit de familie van de Marginellidae. De wetenschappelijke naam van de soort is voor het eerst geldig gepubliceerd in 1957 door Laseron.